# Mandan

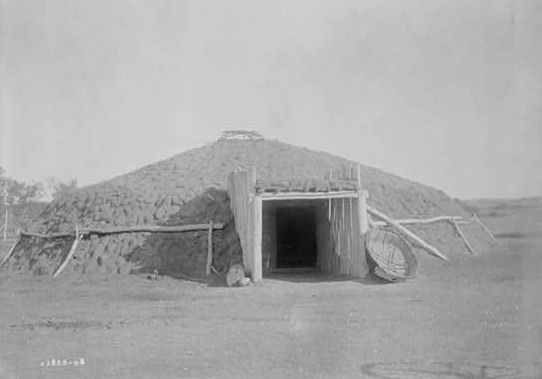
Vivienda mandan.

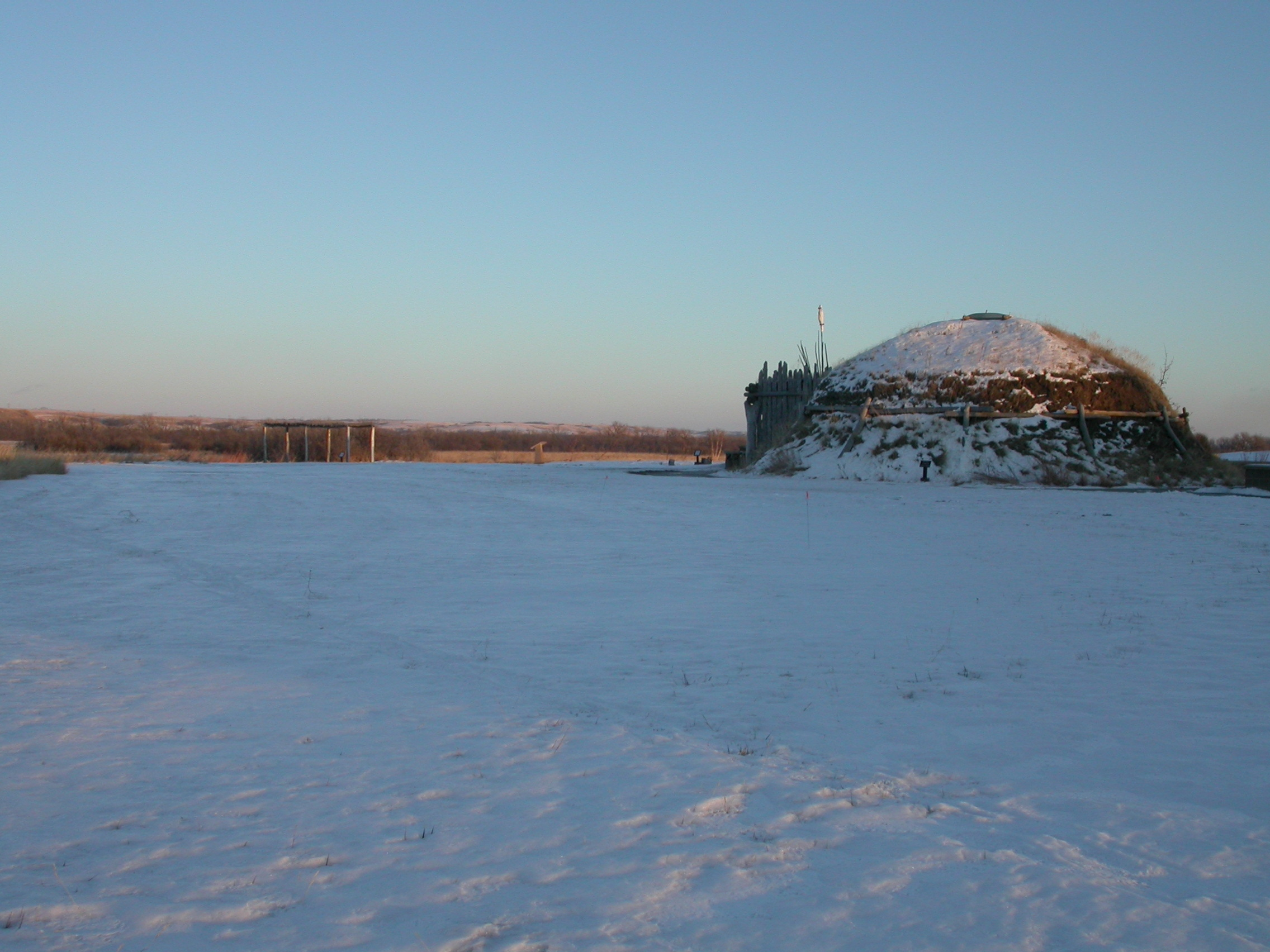
Escena nevada en una reconstrucción moderna de una cabaña mandan (en el Knife River Indian Villages National Historic Site, Dakota del Norte).

Los mandan son una tribu de lengua siux, cuyo nombre proviene de «mawantani» ("gente del río"), aunque ellos se hacían llamar «numakaki» ("hombres"). Los siux teton les llamaban «miwahtoni». En 1750 tenían 9 poblados, pero en 1800 sólo quedaban dos. Se dividían en varias bandas o «Is' tope» ("aquellos que se tatúan"): «Nup'tadi» (sin traducción), la más numerosa; «Ma'nana'r» ("aquellos que se pelean"); «Nu' itadi» ("nuestro pueblo"); y «Awi' ka-xa» (sin traducción).

## Localización
Su enclave original se encontraba entre el río Heart y el río Pequeño Misuri (Dakota del Norte), cerca de la actual Bismarck. Actualmente viven en la reserva de Fort Berthold (Dakota del Norte).

## Demografía
Jared Diamond afirma que en 1837 los mandan contrajeron la viruela debido a un barco de vapor que pasaba por el río Misuri viéndose diezmada la población en unas semanas de 20 000 habitantes a menos de cuarenta.
En 1960 eran 387, en 1970 unos 400, y quizás 1000 en 1990. Según el censo de 2000 había 1306 mandan, pero las Tres Tribus Afiliadas (arikara, mandan e hidatsa) sumaban además 3807 individuos.

## Costumbres
Eran sedentarios y vivían en cabañas circulares de tierra, arcilla o madera, que tenían de 12 a 18 metros de diámetro, agrupadas en pueblos rodeados de fosos y estacas. Se distinguían de los siux físicamente. Algunos etnólogos [¿quién?] los creían descendientes del rey galés Madoc, quien en 1100 aproximadamente, salió de Gales en barcos hacia el oeste y ya no volvió. Afirmaban que se estableció en Luisiana y remontó el río Misisipi. Madoc era un rey galés druida, y hay fuentes que afirman que partió hacia Norteamérica y que realmente sí que se asentó en el río Knife. Los mandan no solo se parecían físicamente a los galeses, sino que además las historias que se contaban alrededor del fuego y las costumbres, así como los conocimientos en materia de medicina, se asemejaban a los de los druidas galeses. Según ellos, vivían en el interior de la tierra, en las orillas de un lago, donde había una cepa. Por ella subió la mitad de la tribu, pero la otra mitad no lo pudo hacer.
No eran muy guerreros. Vivían del cultivo del maíz, calabazas y quenopodio, y de la caza del bisonte. Sus canoas circulares eran de corteza o de cuero curtido muy similares a los curraghs galeses, lo que alimenta la teoría de un asentamiento druídico. Curtían pieles de ciervo o bisonte, secándolas al sol. Las mujeres estaban poco consideradas, las casaban a los 12 años y eran esclavas del marido. Aun así, la línea femenina regía en el parentesco, en las dos primeras castas les era permitida la poligamia y, generalmente, las esposas del mismo hombre eran hermanas.
Había  tres castas: caudillos, guerreros y plebeyos, cada una de ellas con un tótem protector que intercedía ante el Gran Espíritu por su protegido. Tenían escasas nociones religiosas, y se les consideraba muy supersticiosos, pero tenían ceremonias espectaculares y llenas de simbolismo, y sociedades secretas para hombres y mujeres, ordenadas según la edad. Creían que el Espíritu del Mal estaba en el cielo para tentar a los buenos, y que el Espíritu del Bien estaba en el infierno para castigar a los malos. Celebraban también la okipa o danza del sol.
Envolvían a sus muertos con pieles de bisonte, para que no entrara aire, y los colocaban en un catafalco con los pies hacia el este. Cuando el catafalco se deshacía, quemaban los restos del difunto, excepto el cráneo, que era colocado en tierra. 
Cuando perdían a un pariente se cortaban los cabellos y a veces las falanges. Eran aliados de los hidatsa, de quienes adoptaron sus costumbres, y más tarde de los arikara.

## Historia

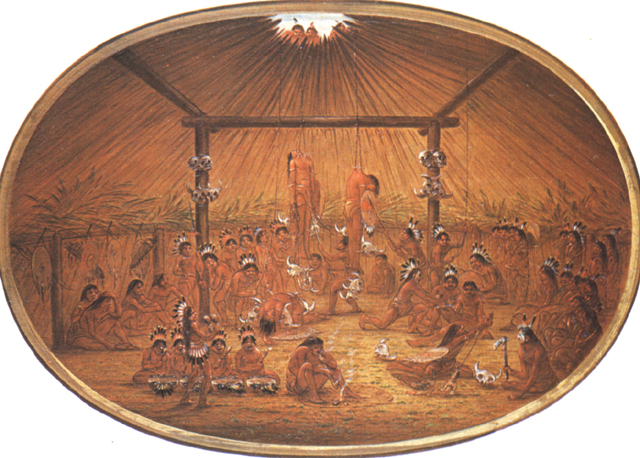
Okipa mandan, según un dibujo de George Catlin.

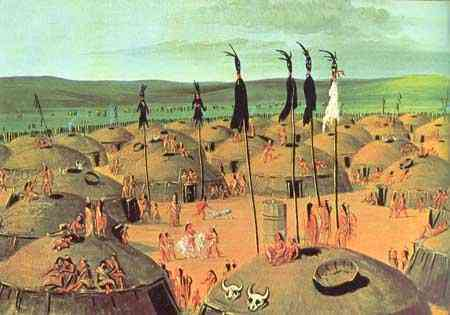
Poblado mandan, según un dibujo de Catlin.

Se cree que sobre el año 800 fueron de Ohio hacia Misuri, posiblemente con los hidatsa y crow, y que hacia 1200 llegaron a Dakota del Norte, en las orillas de los ríos Heart y Knife, donde ocupaban poblados semisedentarios. Se dividían en bandas: los Nuptadi y Nuitadi vivían en ambas márgenes del Misuri, los Awigaxa y los Awaxawi de los hidatsa vivían cerca de Painted Woods. 
En 1738 les visitó el francés La Vérendrye —que hizo la primera descripción de los nueve poblados mandan, a los que describió como una nación poderosa por ser centro comercial de la zona— y después el inglés Mackenzie en 1792. La expedición de Lewis y Clark, en 1804, fue recibida por el caudillo Mato-topé (Cuatro Osos) en el campamento de «Mile-tutta-hang-kush», que tenía 100 cabañas y 350 guerreros. Los expedicionarios levantaron el fuerte Mandan para pasar allí ese invierno y la shoshone Sacajawea les hizo de guía.
En 1806 les visitó Alexander Henry, de la Compañía del Noroeste, quien consiguió comerciar con pieles. Henry Brackenridge y John Bradbury visitaron la zona en 1810. En 1833-1834 también les visitó el conde alemán Maximilian zu Wied con el dibujante George Catlin, quien fue el primero al que se le ocurrió que descendieran de una migración europea. En 1837 sufrieron una fuerte epidemia de viruela contagiada por trabajadores de la American Fur Company, con lo que su número disminuyó de 1800 a 120, y después a 50. Esto les obligó en 1845 a marcharse a Fort Berthold con los hidatsa, y en 1871 con los arikara, con los que se aliaron contra los sioux, formando las Tres Tribus Afiliadas.